# Danmarks ambassade i Abu Dhabi
Danmarks ambassade i Abu Dhabi er Danmarks officielle repræsentation i De Forenede Arabiske Emirater. Ambassaden blev åbnet den 1. september 2010 for at sikre en effektiv og handlekraftig varetagelse af danske interesser i Golf-landene. Ambassadens primære opgaver omfatter at varetage Danmarks politiske og diplomatiske interesser i De Forenede Arabiske Emirater og er også sideakkrediteret til Qatar.